# 額戸経義
新田 経義 / 額戸 経義（にった つねよし ごうど/ぬかど つねよし）は、平安時代末期頃の武士。新田義重の五男。額戸氏の祖。

## 略歴
清和源氏新田氏の一族。通称は『尊卑分脈』などによると五郎。ただし「長楽寺草写本源氏系図」（長楽寺系図）によると三郎。
古文書や『吾妻鑑』では確認できない人物である。ただし既存の系図上では、新田義重の子息として兄4人（義俊・義範・義兼・義季）と並び必ず記載される人物である。得川義季の同母弟で父義重から優遇された男子の一人であった。新田荘額戸郷を領し額戸五郎を称した。
額戸氏の一族は同族の里見氏流大井田氏らと共に、越後国に進出している。
なお子孫の姓から、新田荘東北部の額戸郷（太田市）と長岡郷（太田市）と鶴生田郷（太田市）と亀岡郷（太田市）と粕川郷（太田市）を領したとみられる。